# Tipula (Ramatipula) pierreana
Tipula (Ramatipula) pierreana is een tweevleugelige uit de familie langpootmuggen (Tipulidae). De soort komt voor in het Oriëntaals gebied.